# Lissoclinum argyllense
Lissoclinum argyllense är en sjöpungsart som beskrevs av author unknown. Lissoclinum argyllense ingår i släktet Lissoclinum och familjen Didemnidae. Inga underarter finns listade i Catalogue of Life.